# .nc
.nc為法國海外屬地新喀里多尼亞國家及地區頂級域（ccTLD）的域名。
只有注册在新喀里多尼亞的公司才被容许使用.nc域名。

## 外部連結
- IANA .nc whois information（页面存档备份，存于）
- .nc domain registration website（页面存档备份，存于）